# Vuelo 901 de Air New Zealand
El Vuelo 901 de Air New Zealand fue un vuelo panorámico a la Antártida programado por Air New Zealand, que operó entre 1977 y 1979. El vuelo salía diariamente del Aeropuerto Internacional de Auckland en la mañana y debía pasar unas horas sobrevolando el continente antártico, antes de regresar a Auckland al atardecer a través de Christchurch. El 28 de noviembre de 1979 un McDonnell Douglas DC-10-30 registrado como ZK-NZP, chocó con el monte Erebus en la isla Ross, en la Antártida, matando a los 237 pasajeros y 20 tripulantes a bordo. El accidente es también conocido comúnmente como el desastre del Monte Erebus.
La investigación inicial concluyó que el accidente fue causado por un error del piloto, pero la protesta pública condujo al establecimiento de una Comisión Real de Investigación sobre el accidente. La comisión concluyó que el accidente fue causado por una corrección realizada en las coordenadas de la ruta de vuelo la noche anterior al desastre, junto con una falla en informar a la tripulación de vuelo sobre el cambio, con el resultado que la aeronave, en lugar de ser dirigida por computadora por McMurdo Sound (como se había hecho creer a la tripulación), en cambio, fue redirigido a un camino hacia el Monte Erebus. El informe del juez Mahon acusó a Air New Zealand de presentar "una letanía orquestada de mentiras" y esto condujo a cambios en la alta gerencia de la aerolínea. El Consejo Privado luego dictaminó que el hallazgo de una conspiración era una violación de la justicia natural y no estaba respaldado por la evidencia.
El accidente es el desastre más mortífero en tiempos de paz de Nueva Zelanda, así como el accidente más mortal en la historia de Air New Zealand. Fue el segundo accidente aéreo más mortífero de 1979, después del Vuelo 191 de American Airlines.

## Avion y tripulación
El avión se registró ZK-NZP. El DC-10 número 182 que se construirá y el cuarto DC-10 que presentará Air New Zealand, ZK-NZP, fue entregado a la aerolínea el 12 de diciembre de 1974 en la planta de McDonnell Douglas en Long Beach. Había registrado más de 20.700 horas de vuelo antes del accidente. Tenía 5 años y un mes al momento del accidente.
El Capitán Thomas James "Jim" Collins de 45 años era un piloto experimentado que había acumulado 11.151 horas de vuelo, incluidas 2.872 horas en el DC-10. El primer oficial Gregory Mark "Greg" Cassin de 37 años había acumulado 7934 horas de vuelo, incluidas 1361 en el DC-10. El ingeniero de vuelo Gordon Barrett Brooks de 43 años tuvo 10.886 horas de vuelo, incluidas 3.000 en el DC-10. También a bordo estaban el primer oficial Graham Neville Lucas de 39 años y el ingeniero de vuelo Nicholas John "Nick" Moloney de 44 años. El ingeniero de vuelo Moloney tuvo un total de 6468 horas de vuelo, incluidas 1700 en el DC-10. 

## Accidente

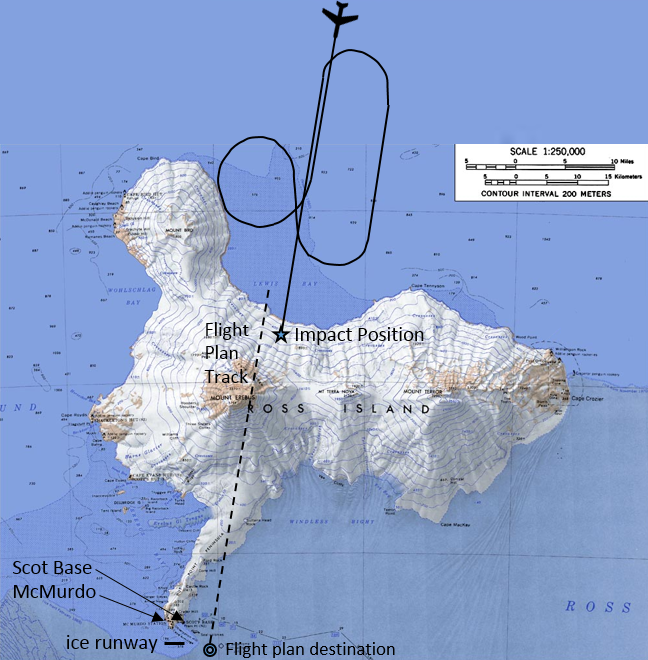
Mapa topográfico de isla Ross, con el monte Erebus en la parte central y la ruta de vuelo.

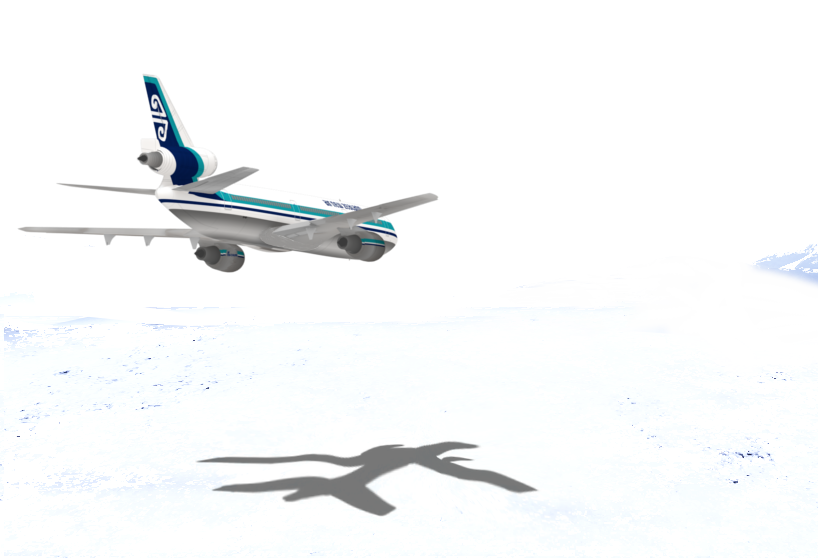
Imagen computarizada representando el avión antes de estrellarse en el monte Erebus. El fenómeno meteorológico "whiteout" (resplandor) hace que la luz que hay entre la nieve o el hielo de la parte inferior y las nubes en lo alto se vea blanca, creando la ilusión de buena visibilidad. El piloto confió en la ruta de vuelo automática, suponiendo que el blanco que estaba viendo a través de la ventana de su cabina era simplemente este reflejo y no la cara de una montaña.

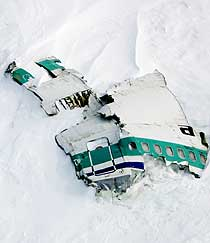
Restos del avión tras el accidente.

El vuelo fue diseñado y comercializado como una experiencia turística única, que llevaba un guía con experiencia antártica, quien señalaba características escénicas y puntos de referencia mediante el sistema de altavoces de la aeronave, mientras que los pasajeros disfrutaban de un vuelo a baja altura sobre el Estrecho de McMurdo. Los vuelos salían y regresaban a Nueva Zelanda el mismo día.
El vuelo 901 despegó del Aeropuerto Internacional de Auckland a las 8:00 a. m. hacia la Antártida, para aterrizar en el Aeropuerto Internacional de Christchurch a las 7:00 p. m. después de volar un total de 5.360 millas náuticas (9927 kilómetros). El avión hacía una parada de 45 minutos en Christchurch para el reabastecimiento y un cambio de tripulación, antes de volar las 464 millas restantes (859 kilómetros) a Auckland, llegando a las 9:00 p. m. Los boletos para los vuelos costaban NZ$ 359 por persona (aproximadamente NZ$ 1.386 en el primer trimestre de 2013, debido a la inflación monetaria).
Los dignatarios como Sir Edmund Hillary habían actuado como guías en los vuelos anteriores. Hillary estaba programado para actuar como guía para el vuelo fatal del 28 de noviembre de 1979, pero tuvo que cancelar debido a otros compromisos. Su amigo y compañero desde hace mucho tiempo, Peter Mulgrew, se propuso como guía.
Los vuelos operados por lo general tenían alrededor del 85% de su capacidad; los asientos vacíos, por lo general los centrales, permitían que los pasajeros se movieran con más facilidad por la cabina para mirar por las ventanas.
Las aeronaves utilizadas en los vuelos antárticos eran ocho McDonnell Douglas DC-10-30 de Air New Zealand. El avión, el 28 de noviembre, se registró como ZK-NZP. Fue el 182° DC-10 construido, y el cuarto DC-10 introducido por Air New Zealand. El ZK-NZP fue entregado a la compañía aérea el 12 de diciembre de 1974, en la planta de Long Beach de McDonnell Douglas. Fue el primer DC-10 de Air New Zealand en ser equipado con motores General Electric CF6-50C al construirse, y había acumulado 20.750 horas de vuelo antes del accidente.
La cruz de acero inoxidable que recuerda las víctimas del accidente aéreo de 1979, erigida en enero de 1987 en un promontorio rocoso a tres kilómetros del lugar del accidente aéreo propiamente dicho en el monte Erebus para recordar a las 257 personas fallecidas al estrellarse contra las colinas del monte, fue designada Sitio y Monumento Histórico de la Antártida n.º 73 bajo el Tratado Antártico.